# Головина, Светлана Васильевна
Светлана Васильевна Головина (1 января 1948) — российская актриса театра, кино, телевидения и озвучания, художник-график. Заслуженная артистка РФ (1997), Народная артистка РФ (2018).

## Биография
Родилась 1 января 1948 г. в селе Бабстово Еврейской автономной области, в семье, далёкой от искусства: отец был военным, мать работала бухгалтером. Как всякая семья военных, они часто меняли место жительства: после ЕАО были Дальний Восток, Грузия и, наконец, Ставрополь, где в 13 лет Светлана поступила в театральную студию при Ставропольском Драматическом театре.
Её первой ролью была Евстолия в спектакле «Чти отца своего» по пьесе В. Лаврентьева. Роль была небольшая и состояла из одного слова «Здравствуйте!», но вскоре к ней добавились роли в других спектаклях, так что на каникулах Светлана объезжала с гастролями весь Ставропольский край. При этом будущая актриса не бросала своего увлечения музыкой — последние классы она посещала в режиме вечерней школы, чтобы успевать учиться в музыкальном училище на дирижёрско-хоровом отделении. В 1965 г., в 17 лет, после школьных выпускных экзаменов, Светлана Головина отправилась в Москву, где сразу же поступила на актёрский факультет ГИТИСа, в мастерскую Г. Г. Конского и О. Н. Андровской.
Театральная карьера Светланы Головиной началась в ленинградском БДТ им. М. Горького, которым в то время руководил Георгий Александрович Товстоногов.
Первая же роль Валентины в постановке «Прошлым летом в Чулимске» по пьесе Александра Вампилова принесла молодой актрисе известность и первую премию на фестивале «Молодость, мастерство, современность».

Яркое начало карьеры под руководством великого Товстоногова выразилось не в количестве ролей, но в их качестве: её Варвара в «Дачниках» по пьесе М.Горького также стала одной из ролей, которые театралы помнят до сих пор. 

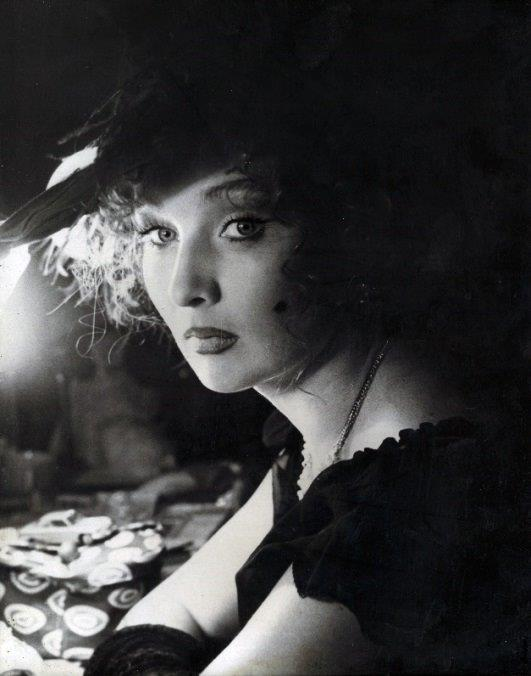
Надежда, «Последние», 1976

В БДТ Головина проработала с 1969 по 1975 годы, после чего отправилась вслед за мужем, театральным режиссёром Александром (Сандро) Георгиевичем Товстоноговым, в Тбилиси, где вошла в труппу Русского драматического театра имени А. С. Грибоедова.
И снова первая же роль в новом театре — Нелли в «Жестоких играх» по пьесе Алексея Арбузова — приносит актрисе любовь зрителей и профессионального сообщества. Эта работа Головиной была удостоена Премии за лучшую женскую роль.
Период с 1975 по 1979 год до сих пор считается золотым в истории этого театра: лучшие постановки, ошеломительный успех. «Авторитет Александра Георгиевича был безусловный. Он чувствовал, что нужно стране и зрителю», - рассказывает директор театра Николай Свентицкий. Светлана при этом «никогда не вела себя, как примадонна, как жена главного режиссёра, играла, что давали».
В 1979 г., когда Сандро получил предложение возглавить Московский Драматический театр им. К. С. Станиславского, семья переехала в столицу.
Чтобы избежать клейма актрисы-жены главного режиссёра, Головина приняла решение делать собственную карьеру. В 1981 г. она поступила в труппу Московского драматического театра имени М. Н. Ермоловой, которым тогда руководил Народный артист СССР Владимир Андреев, а с 2012 г. - Народный артист РФ Олег Меньшиков.
Здесь Головина сыграла свои самые значительные роли зрелого периода:
- Царица Анна - «Василиса Мелентьева» А. Островского Царица Анна, «Василиса Мелентьева», 1982

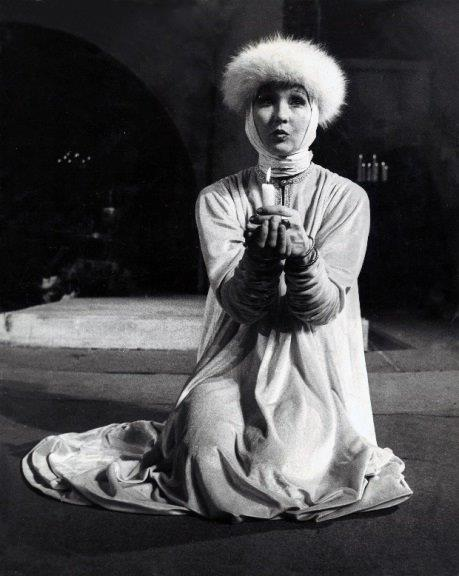
Царица Анна, «Василиса Мелентьева», 1982

- Шура - «Батальоны просят огня» Ю. Бондарева
- Хестер - «Глубокое синее море» Т. Реттигана
- Вера - «Последний посетитель» В. Дозорцева
- Мэри Тавадзе - «С трех до шести» А. Чхаидзе
- Миледи - «Костюмер» Р. Харвуда
- Цецилия - «Приглашение на казнь» В. Набокова
- Елена Андреевна - «Дядя Ваня» А. Чехова
- Фру Ингер - «Ночь в Эстроте» Г. Ибсена
- Цезония - «Калигула» А. Камю
- Елизавета - «Мария Стюарт» Ф. Шиллера
- Доротея - «Вечер комедии» Э. де Филиппо
- Софья — «Сон на конец свету» Е. Греминой
- Элеонора - «Танго» С. Мрожека
- Элена - «Суббота, воскресенье, понедельник» Э. де Филиппо
- Лида - «День космонавтики» Е. Унгарда
- Зинаида Гиппиус - «Из пустоты»

За годы работы в Московском драматическом театре имени М. Н. Ермоловой Светлана Головина была удостоена Премии мэрии Москвы в области литературы и искусства (2008 г.), Премии им. Смоктуновского (2000 г.), Премии Андрея Лобанова Архивная копия от 26 февраля 2021 на Wayback Machine (2014 г.), а также званий Заслуженной артистки Российской федерации (1997 г.) и Народной артистки Российской Федерации (2018 г.).
Ещё одной яркой работой Светланы Головиной в период 1987—1990 годов стала роль Роксаны в спектакле «Сирано де Бержерак» в постановке Бориса Морозова на сцене Московского драматического театра им. Станиславского. Партнёром Головиной был Сергей Шакуров, исполнивший роль Сирано.
В антрепризах Светлана Головина участвовала с осторожностью, тщательно проверяя материал на соответствие внутренним критериям. В результате согласилась всего трижды:
- 1994-95 год: романтическая комедия «Недосягаемая» по пьесе Сомерсета Моэма (режиссёр — Леонид Трушкин для частной антрепризы «Театр Антона Чехова»). Партнёрами Светланы Головиной в этом спектакле были Людмила Гурченко, Ольга Волкова, Владимир Стеклов и Сергей Шакуров;
- 2000 год: спектакль «Пипаркукас» по пьесе Татьяны Егоровой;
- 2003 год: спектакль «Пат или игра королей» в постановке Владимира Андреева, с участием Владимира Этуша и Владимира Андреева, успешно гастролировал по США.

### Театральные работы

#### Большой драматический театр имени М. Горького
- 1971 — «Валентин и Валентина» М. М. Рощина; постановка А. Г. Товстоногова — Дина
- 1972 — «Провинциальные анекдоты» А. В. Вампилова; постановка А. Г. Товстоногова — …
- 1974 — «Прошлым летом в Чулимске» А. В. Вампилова; постановка Г. А. Товстоногова — Валентина
- 1976 — «Дачники» М. Горького; постановка Г. А. Товстоногова — Варвара Михайловна

### Кино
К ролям в кино Светлана Головина тоже подходила избирательно. Её первой работой стала Маргарет в картине «Весна на Одере» (1967 г.), где также снимались Анатолий Кузнецов, Людмила Чурсина, Георгий Жжёнов и Юрий Соломин. 

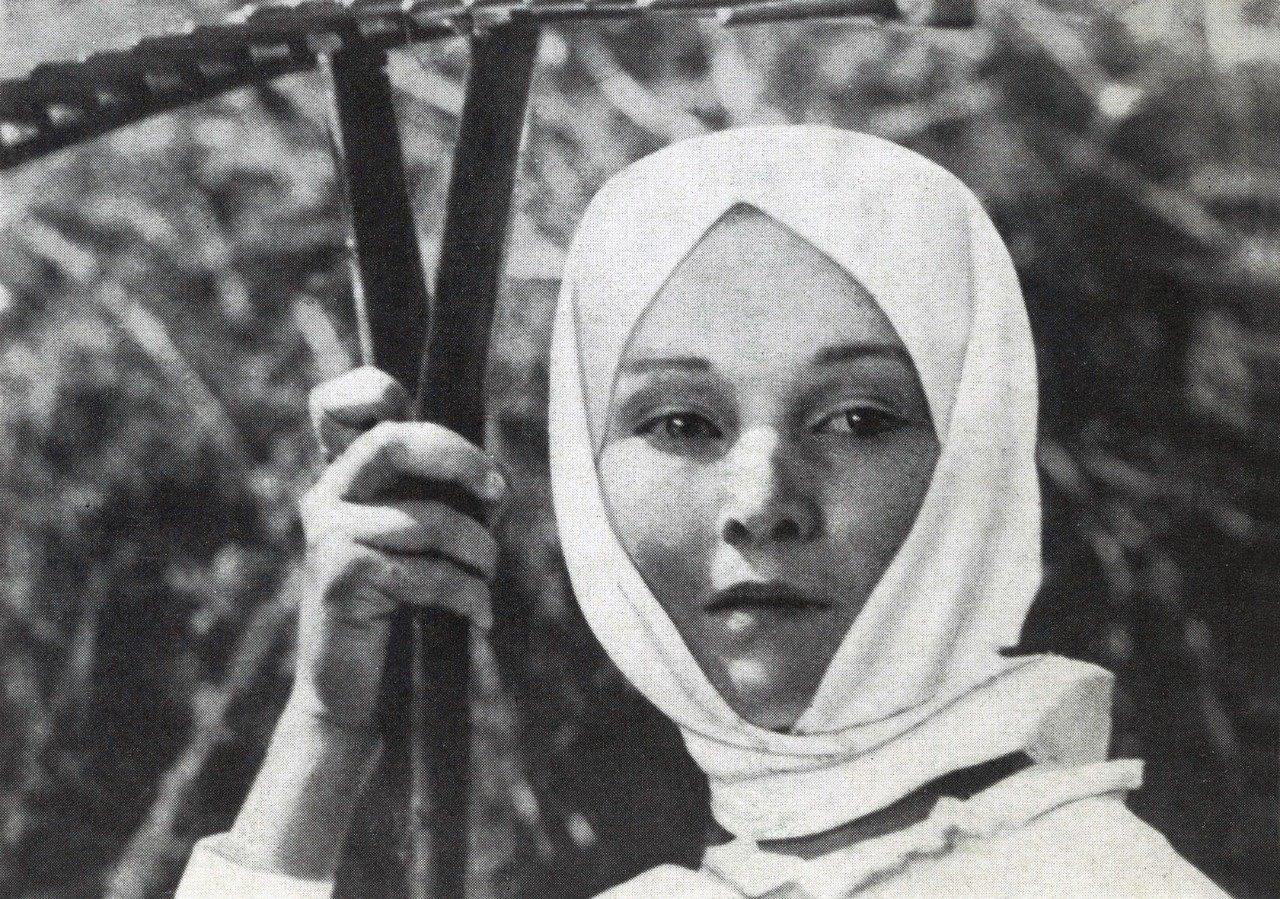
Дашутка, «Даурия», 1971

Далее последовала небольшая работа в популярном фильме «Достояние республики» (1971 г.). В спортивной драме «Ход белой королевы», где её экранными партнёрами стали Кирилл Лавров, Евгений Евстигнеев и Николай Озеров, Головина сыграла главную роль. А следом была Дашутка в исторической драме «Даурия» (1971 г.), ставшей одним из лидеров национального кинопроката. Здесь молодая актриса сыграла возлюбленную героя Виталия Соломина и не потерялась на фоне маститых экранных партнёров — Ефима Копеляна и Василия Шукшина.
Посвятив следующие годы работе в театре, Головина вернулась на экраны (уже телевизионные) в телеверсии спектакля «Василиса Мелентьева» (1982 г.) и драме «Прости нас, сад» (1988 г.), где также снялись Георгий Тараторкин, Вера Алентова, Андрей Болтнев, Валерий Баринов и Александр Пашутин.
В сложные для русского кино 1990-е годы Головина появилась лишь в криминальной комедии, основанной на произведениях Александра Куприна, «Господня рыба» (1991 г.).
В 2002 году Головина снялась в триллере «Прикованный», главные роли в котором исполнили Владимир Гостюхин и Алла Клюка, а в 2003 — вновь появилась на малых экранах в многосерийном детективе по произведениям Дарьи Донцовой «Даша Васильева. Любительница частного сыска».
В 2017 году Светлана Головина сыграла роль знахарки Аглаи в мистическом триллере «Затмение», где поработала в компании Александра Петрова, Сергея Бурунова, Дианы Пожарской и Кирилла Козакова, а в 2019 — исполнила яркую отрицательную роль в приключенческом фильме «Экспонат», где её экранным партнёром стал Виталий Егоров.

### Художник
Страсть к рисованию росла в Светлане Головиной наравне с интересом к театру и музыке. И хотя победило в итоге актёрство, в 1991 г., уже состоявшись как актриса, она окончила школу декоративно-прикладного искусства. Научившись прикладному, она стала увлеченно исследовать графику и живопись, сразу нашла собственный, очень узнаваемый стиль и даже получила признание. В начале 1990-х гг. рисунки и холсты Светланы Головиной выставлялись в галереях «Гармония контрастов» Архивная копия от 10 июля 2020 на Wayback Machine и «Шатси» рядом с произведениями русских художников первой половины XX века. В 1999 г. Светлана Головина вступила в Профессиональный союз художников России. 

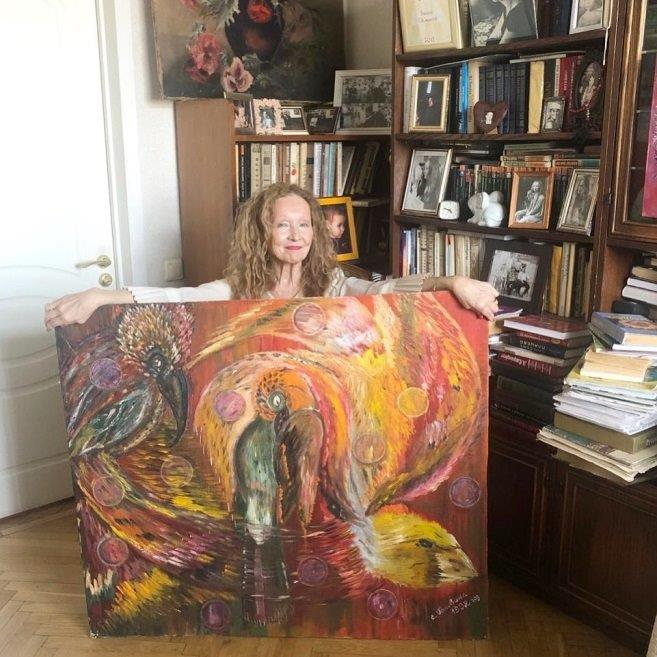
«Птицы наших снов», 1992

Графика Головиной разноплановая. Это и акварель, и карандаш, и графическое масло. «Иногда у меня получаются очень лаконичные, тихие вещи, иногда — экспрессивные и на грани сна и реальности, а порой — декоративные, почти прикладные», — признаётся Светлана Васильевна.
«Я рисую свои впечатления − от людей, от всего на свете. Иногда хочется запечатлеть реальность во всех подробностях, а иногда только оттолкнуться от неё. Я доверяю своему желанию».
На счету актрисы и художника более 10 выставок, из них 6 — персональные. Сегодня работы Головиной находятся в профессиональных коллекциях за рубежом и в частных собраниях творческой богемы Москвы и Санкт-Петербурга.
Выставки
1998 г. — театр им. М. Н. Ермоловой: персональная выставка

1999 г. — музей им. Бахрушина: выставка «Грани таланта» 

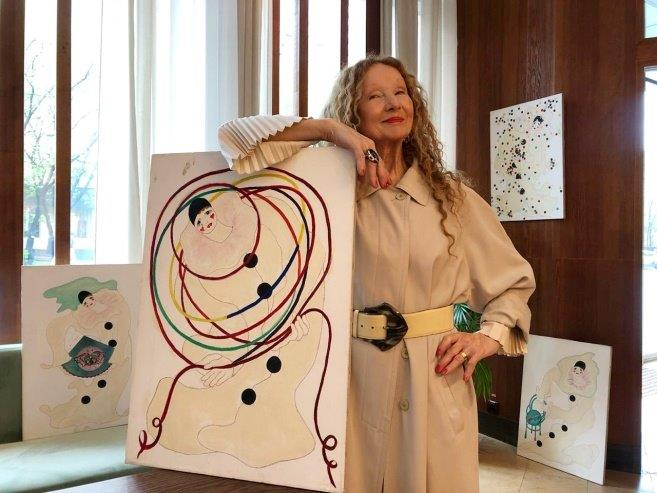
Серия «Танцы Пьеро», 2007

2001 г. — выставочный зал «Крылатские холмы»: персональная выставка «Танго вне театра»
2004 г. — СТД «На Страстном»: персональная выставка, творческий вечер
2005 г. — музей Л. Н. Толстого на Пречистенке: выставка-моноспектакль «Страницы из жизни Анны Карениной»
2006 г. — СТД «На Страстном»: персональная выставка, творческий вечер
2008 г. — СТД «На Страстном»: персональная выставка, творческий вечер
2010 г. — Центральный Дом актёра им. А. А. Яблочкиной: совместная выставка актёров и режиссёров
2012 г. — филиал музея им. А. А. Бахрушина дом-музей А. Н. Островского: совместная выставка, посвящённая вторым профессиям актёров
2017 г. — театр им. М. Н. Ермоловой: персональная выставка, творческий вечер

## Награды
- Заслуженная артистка Российской Федерации (2 августа 1997 г.)[2]
- Премия им. Смоктуновского (2000 г.)
- Премия мэрии Москвы в области литературы и искусства (2008 г.)
- Премия Андрея Лобанова (2014 г.)
- Народная артистка Российской Федерации (26 марта 2018 года)[3]